# متحف البطحاء
متحف البطحاء أو دار البطحاء هو متحف مغربي بمدينة فاس، أكمل بناء هذا القصر السلطان مولاي عبد العزيز سنة 1897م، مكملا بذلك ما بدأه والده المولى الحسن. وهو عبارة عن إقامة صيفية معدة للاستقبالات الملكية، وقد تم تحويله سنة 1915م إلى متحف جهوي للفنون والعادات،  و يُعد متحف البطحاء من أبرز المناطق السياحية في فاس، حيث يجمع بين روعة العمارة المغربية التقليدية وغنى التراث الثقافي.
تبلغ مساحة المتحف حوالي الهكتار ويتوفر على حوالي 6000 قطعة متحفية متنوعة من مخطوطات وإسطرلابات وقطع نحاسية وخشبية وجبسيه إضافة إلى الرخاميات والمسكوكات والحلي والألبسة والمنسوجات والزليج والخزف.

## تاريخ
قبل عهد مولاي الحسن الأول (الذي حكم الفترة 1873-1894)، كانت الأرض التي تقع عليها دار البطحاء مشغولة فقط بمباني صغيرة معزولة بين فاس البالي وفاس الجديد. فقط عندما قرر مولاي الحسن بناء ممر من الأسوار يربط بين المدينتين، امتلأ جزء كبير من هذه المساحة بالحدائق الملكية (مثل جنان السبيل) والقصور. اشتُريت أرض دار البطحاء من عائلة بن جلون الثرية في فاس.
تم تشييد دار البطحاء والدار البيضاء ليكونا بمثابة قصر صيفي ومقر إقامة للزوار والضيوف المتميزين. تم إنشاء القصر والبدء به في أواخر القرن التاسع عشر على يد مولاي الحسن الأول ثم تم الانتهاء منه وتزيينه على يد مولاي عبد العزيز (الذي حكم الفترة 1894–1908). يذكر أحد المصادر أن البناء تم بين عامي 1886 و1907. تم الانتهاء من بناء الدار البيضاء المجاورة على يد السلطان عبد الحفيظ (الذي حكم الفترة 1909-1912)، آخر سلطان مستقل للمغرب في أوائل القرن العشرين.
في عام 1912، استُخدم كلا القصران لإيواء خدمات المقيم العام للـحماية الفرنسية الجديدة على المغرب. في عام 1915، تم تحويل دار البطحاء إلى متحف للفنون المحلية (كان موجودًا سابقًا في دار عديل)، ثم في نهاية المطاف إلى متحف إثنوغرافي وطني ومركز ثقافي. وفي عام 1924 تم تصنيفها كمعلم وطني.
وفي عام 2016، انطلقت حملة لتجديد العديد من متاحف المغرب. بدأت أعمال تجديد متحف البطحاء في أبريل 2019، بتكلفة متوقعة تبلغ 15.6 مليون درهم مغربي. ويهدف المشروع إلى إعادة فتح القصر باعتباره "متحفًا للفنون الإسلامية".

## البنيان
يوصل المدخل الرئيسي للمبنى إلى فناء واسع مستطيل الشكل يتمركز المبنى حوله. ويحيط بالفناء أروقة، كما يقع الجناحان الرئيسيان للمبنى في طرفيه الشرقي والغربي. زُيِّنت أرضية الفناء في طرفيها الغربي والشرقي ببلاط فسيفساء الزليج الملون عبر أرضيتها وحول نوافير الزينة. تتكون الأروقة الموجودة في الطرفين الشرقي والغربي من الفناء من أقواس كبيرة على شكل حدوة حصان من الطوب، في حين أن الأروقة الواقعة شمال وجنوب الحديقة المركزية مصنوعة من الخشب المطلي. كما زُيِّنت بعض الغرف الأخرى المحيطة بالقصر بالزليج والأعمال الخشبية المطلية.
تمثل الحديقة تصميم رياض نموذجي على الطراز الأندلسي، وهي عبارة عن مساحة مستطيلة مقسمة إلى أربعة أجزاء على طول محوريها المركزيين، وتتوسطها نافورة. وتشكل حوالي 58% من مساحة القصر بأكمله. تم ترتيب الحديقة في الأصل من قبل مهندس المناظر الطبيعية جان كلود نيكولا فوريستير في عام 1915 للاستخدام الترفيهي للزوار، وخاصة خلال فصل الصيف. ومن بين أنواع الأشجار والنباتات الموجودة هنا أشجار النخيل، والجكرندة، والخطمي. وتقام اليوم في الحديقة الحفلات والمهرجانات الدينية.

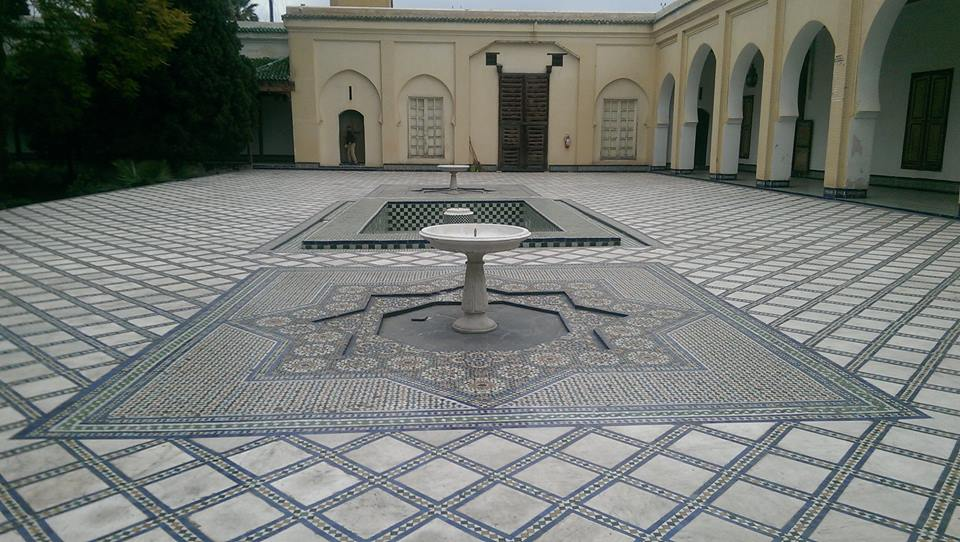
صحن القصر، وفيه نوافير مغطاة بالزليج
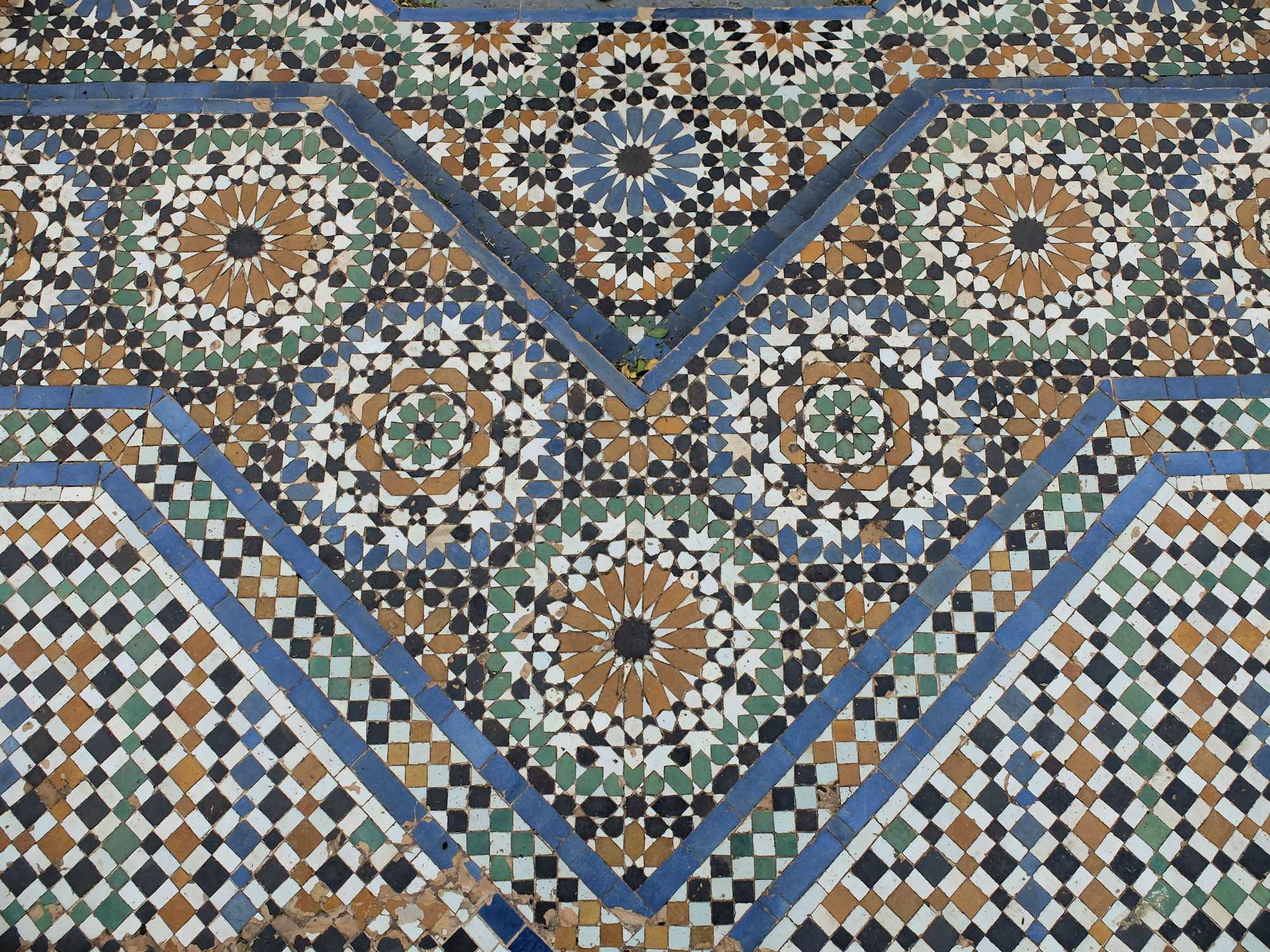
رصف الزليج حول النافورة
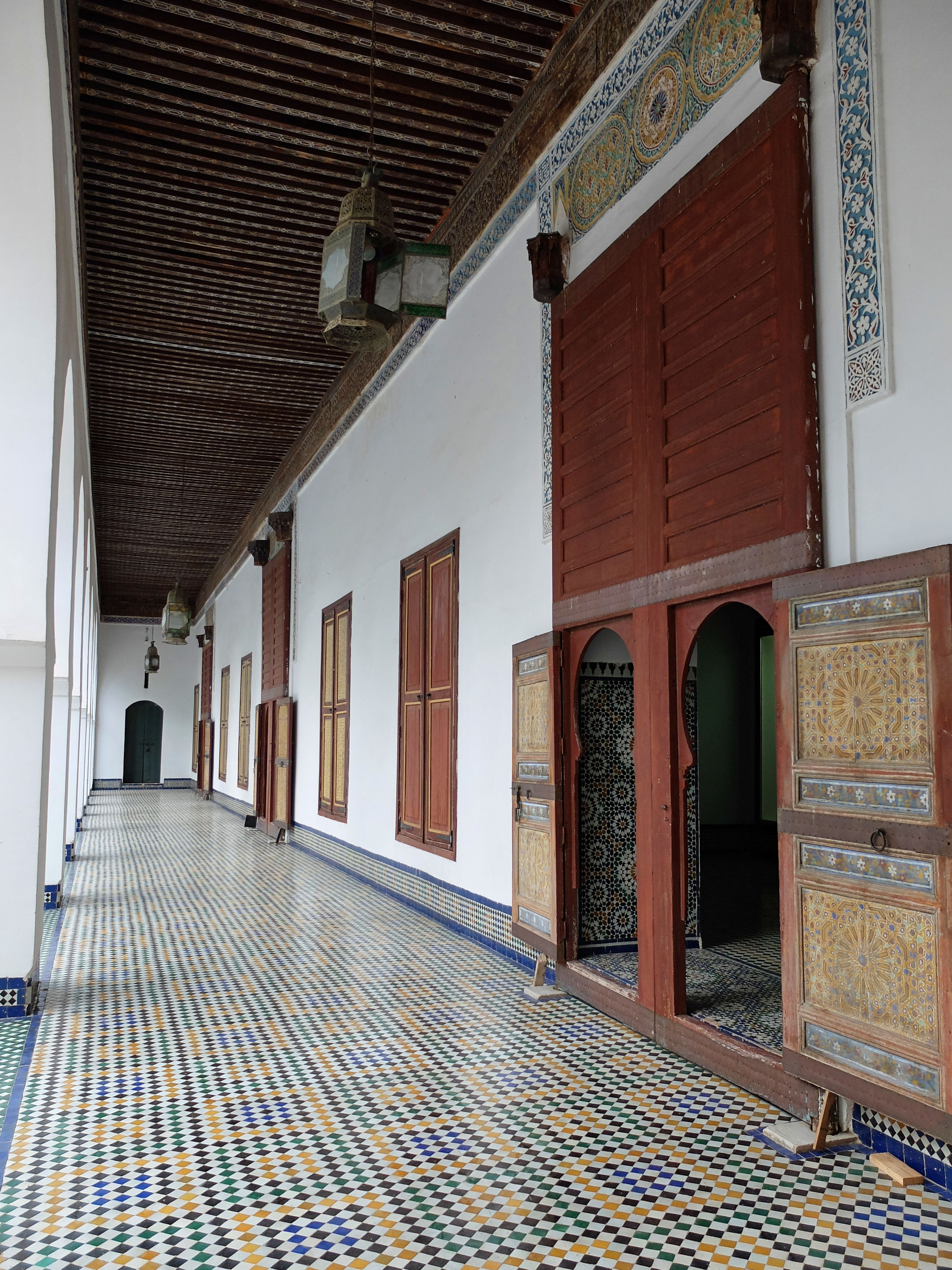
معرض حول الفناء
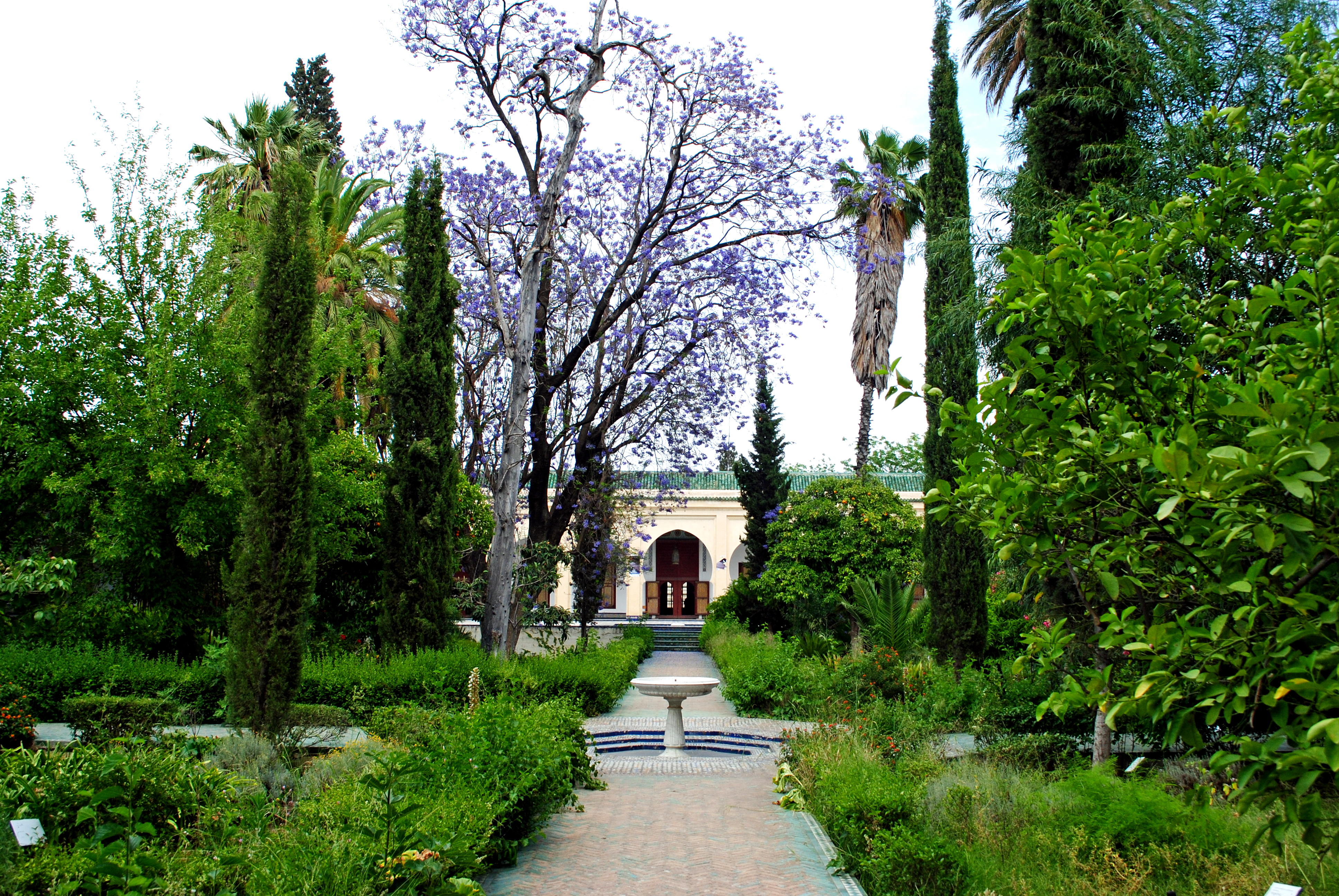
حديقة الرياض المركزية
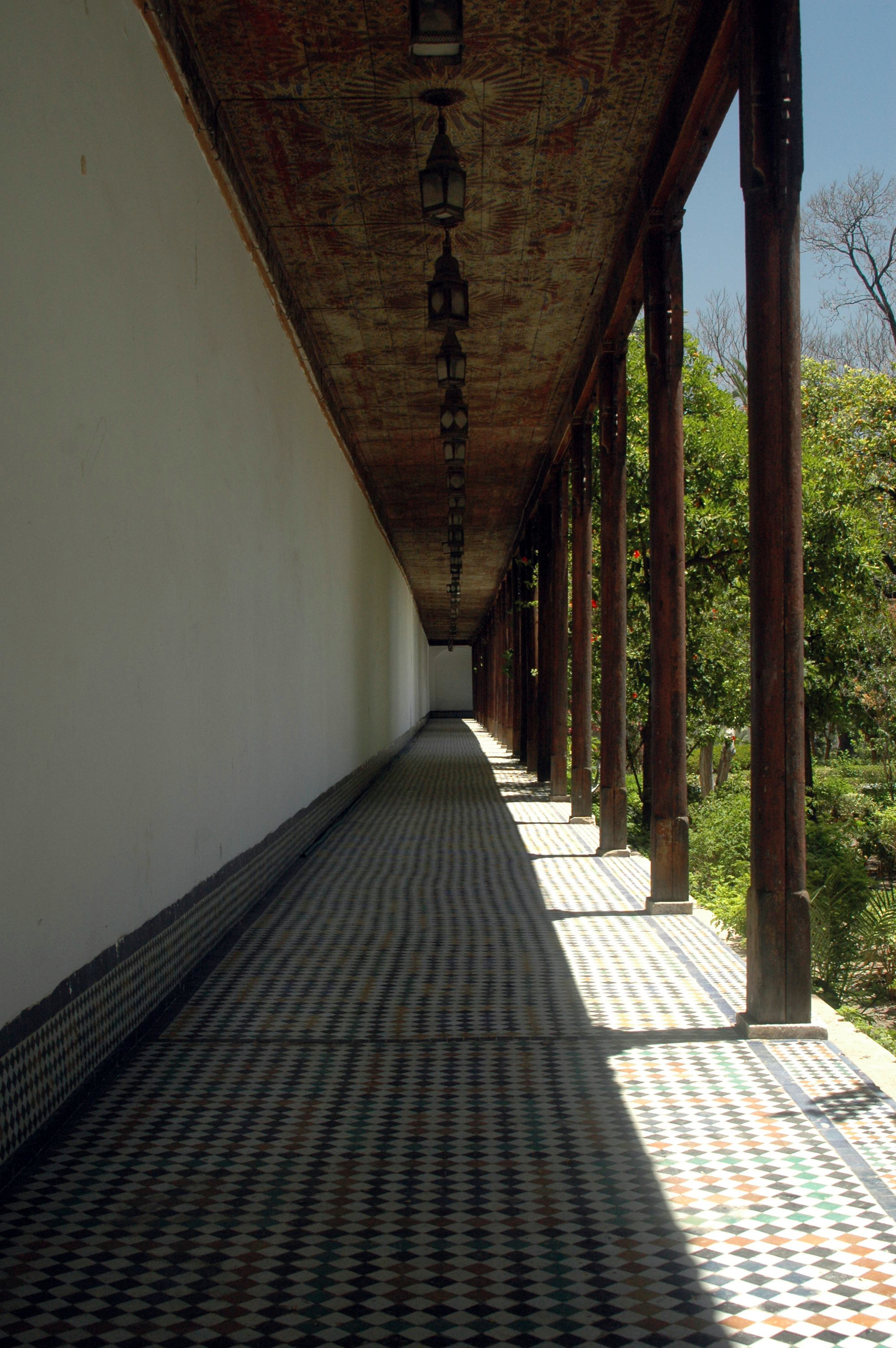
أحد الأروقة الخشبية الممتدة على طول الحافة الشمالية أو الجنوبية للحديقة
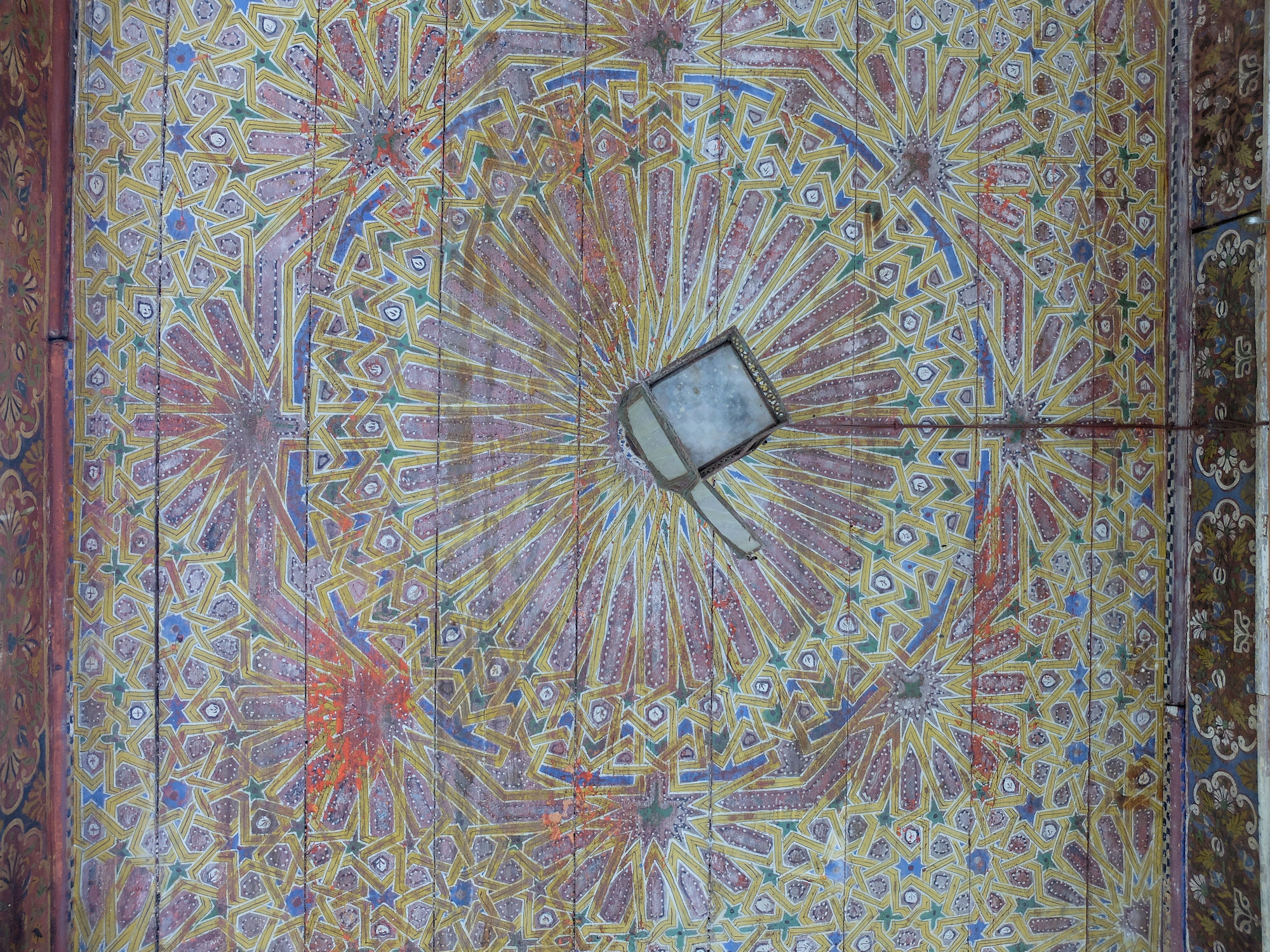
زخرفة مرسومة على سقف المعرض الخشبي

## مجموعة المتحف
يضم المتحف مجموعة كبيرة وقيمة تصل إلى 6500 قطعة فنية أثرية وتاريخية. أُخذ العديد منها من المباني التاريخية أو المدمرة في مدينة فاس (فاس البالي وفاس الجديد)، بما في ذلك العديد من المساجد والمدارس. توجد هنا بعض من أقدم القطع الأثرية والقطع الفنية في فاس، بما في ذلك الأجزاء المعمارية من العصر الإدريسي وبقايا منبر المسجد الأندلسي الذي يعود إلى القرن التاسع، والذي صُنع تحت رعاية الأمويين الأندلسيين والفاطميين. يوجد هنا أيضًا منبر مدرسة البوعنانية الذي يعود تاريخه إلى القرن الرابع عشر. تشمل المصنوعات اليدوية الأخرى المصاحف التاريخية، الأسطرلابات، الآلات الموسيقية، السجاد، المجوهرات، ومجموعة كبيرة من الخزف المحلي على الطراز "الأزرق" لمدينة فاس. رُتبت الأشياء بشكل موضوعي عبر غرف القصر.